# 風神菊石
風神菊石（學名：Aioloceras）是生存在白堊紀阿爾布期海洋中的一屬菊石。其化石被發現於馬達加斯加、巴塔哥尼亞和澳大利亞昆士蘭省等地。

## 特徵
風神菊石的外殼緊縮，旋風狀的螺紋覆蓋殼階的大部分。本屬和Neosaynella屬菊石及克里翁菊石相似，但風神菊石的殼飾較為光滑而不突出，尤其是殼體側面靠近臍部的肋條相當細緻，至於克里翁菊石的肋條則十分突出，且於靠近臍部的部分明顯隆起。

## 物種[2]
- Aioloceras besairiei Collignon, 1949
- Aioloceras jonesi Gregory & Smith, 1903